# Marcos Andruchak
Marcos Alberto Andruchak (Capanema, estado de Paraná, 1968) es un pintor muralista y profesor de arte brasileño, egresado de la Escuela de Comunicación y Arte de la Universidad de São Paulo. Ha dictado clases de arte en la Universidad de Taubaté (unitau), la Univiersidade Paulista (unip), la Universidade de Mogi das Cruzes (umc) y la Universidade do Vale do Paraíba (univap), y desde 2009 a la fecha, en la Universidad Federal de Río Grande del Norte (ufrn). Sus trabajos han recorrido diversos países —Francia, Italia, Portugal, España, Estados Unidos, Japón, Alemania, Suiza, Países Bajos— en los que pretende una representación del arte brasileño a través de colores y formas del estilo denominado «geometricismo», movimiento artístico asociado al neocubismo.